# Dolichopeza (Dolichopeza) annulipes
Dolichopeza (Dolichopeza) annulipes is een tweevleugelige uit de familie langpootmuggen (Tipulidae). De soort komt voor in het Australaziatisch gebied.